# Ramona (1936)
Ramona is een Amerikaanse dramafilm uit 1936 onder regie van Henry King. Het scenario is gebaseerd op de gelijknamige roman uit 1884 van de Amerikaanse auteur Helen Hunt Jackson.

## Verhaal
Het halfbloed indianenmeisje Ramona is opgegroeid in het huis van een rijke familie, waar haar ouders als bedienden werken. De zoon des huizes is verliefd op Ramona, maar zij is al verliefd op een andere indiaan, die ook werkt voor de familie.

## Rolverdeling
| Acteur            | Personage            |
| ----------------- | -------------------- |
| Loretta Young     | Ramona               |
| Don Ameche        | Alessandro           |
| Kent Taylor       | Felipe Moreno        |
| Pauline Frederick | Mevrouw Moreno       |
| Jane Darwell      | Tante Ri Hyar        |
| Katherine DeMille | Margarita            |
| Victor Kilian     | Pastoor Gaspara      |
| John Carradine    | Jim Farrar           |
| J. Carrol Naish   | Juan Can             |
| Pedro de Cordoba  | Pastoor Salvierderra |
| Charles Waldron   | Dr. Weaver           |
| Claire Du Brey    | Marda                |
| Russell Simpson   | Scroggs              |
| William Benedict  | Joseph Hyar          |
| Robert Spindola   | Paquito              |